# Риверстик
Риверстик (англ. Riverstick; ирл. Áth an Mhaide) — деревня в Ирландии, находится в графстве Корк (провинция Манстер).